# Kvinnherad
Kvinnherad ist eine Kommune im norwegischen Fylke Vestland. Sie hat den Hardangerfjord und den Husnesfjord im Westen und den Skånevikfjord im Süden. Ein kleiner Teil der Kommune liegt westlich des Fjordes und grenzt dort an die Kommunen Kvam, Bjørnafjorden und Tysnes. Östlich des Fjordes grenzt sie an Ullensvang im Norden und Osten, Etne im Südosten und Vindafjord im Süden. Verwaltungssitz ist Rosendal.
Im Osten liegt der Folgefonna-Nationalpark mit dem Folgefonnagletscher.

## Kommunenamen
Der Name Kvinnherad kann in zwei Teile geteilt werden. Zur Deutung von Kvinn gibt es zwei mögliche Erklärungen:
1. Kvinn kann sich von tvinn entwickelt haben, was einen Zusammenhang mit den zwei Flüssen Hattebergselva und Melselva haben kann, die im Ort Rosendal zusammenfließen. Das Kommunewappen symbolisiert dies.
2. Kvinn kann vom norrönen Wort kvinde o. ä. kommen, was so viel wie „Wasserhose“ bedeutet. Das Phänomen kommt auf dem Kvinnheradsfjord verhältnismäßig oft vor. Sprachliche Entwicklungsgesetze sprechen im Ausgangspunkt gegen die Theorie, sie ist aber dennoch nicht vollständig zu verwerfen.

Zu herad siehe Harde.

## Wappen
Beschreibung: In Silber eine blaue Wellendeichsel.

## Wirtschaft

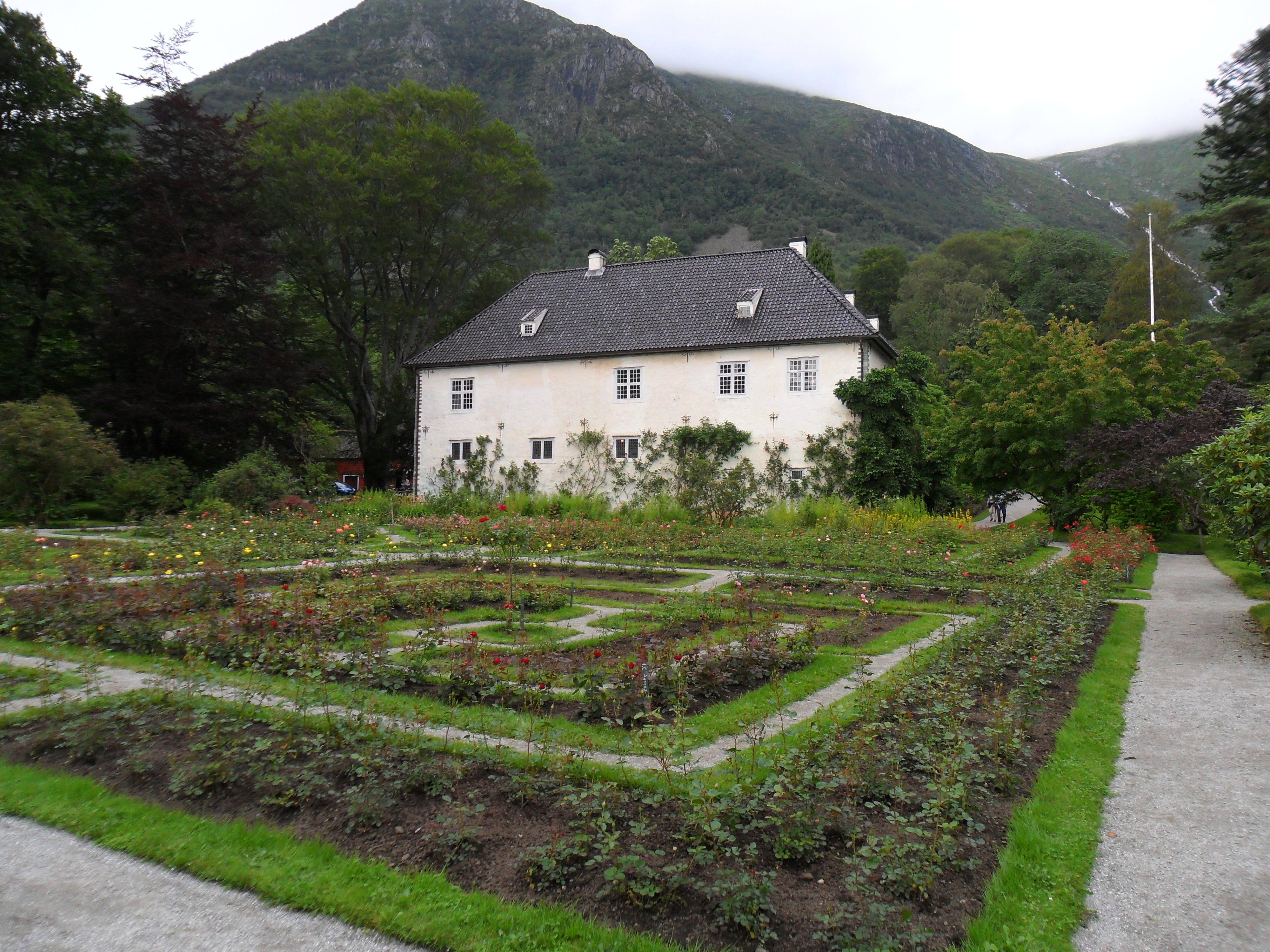
Baronie Rosendal (2011)

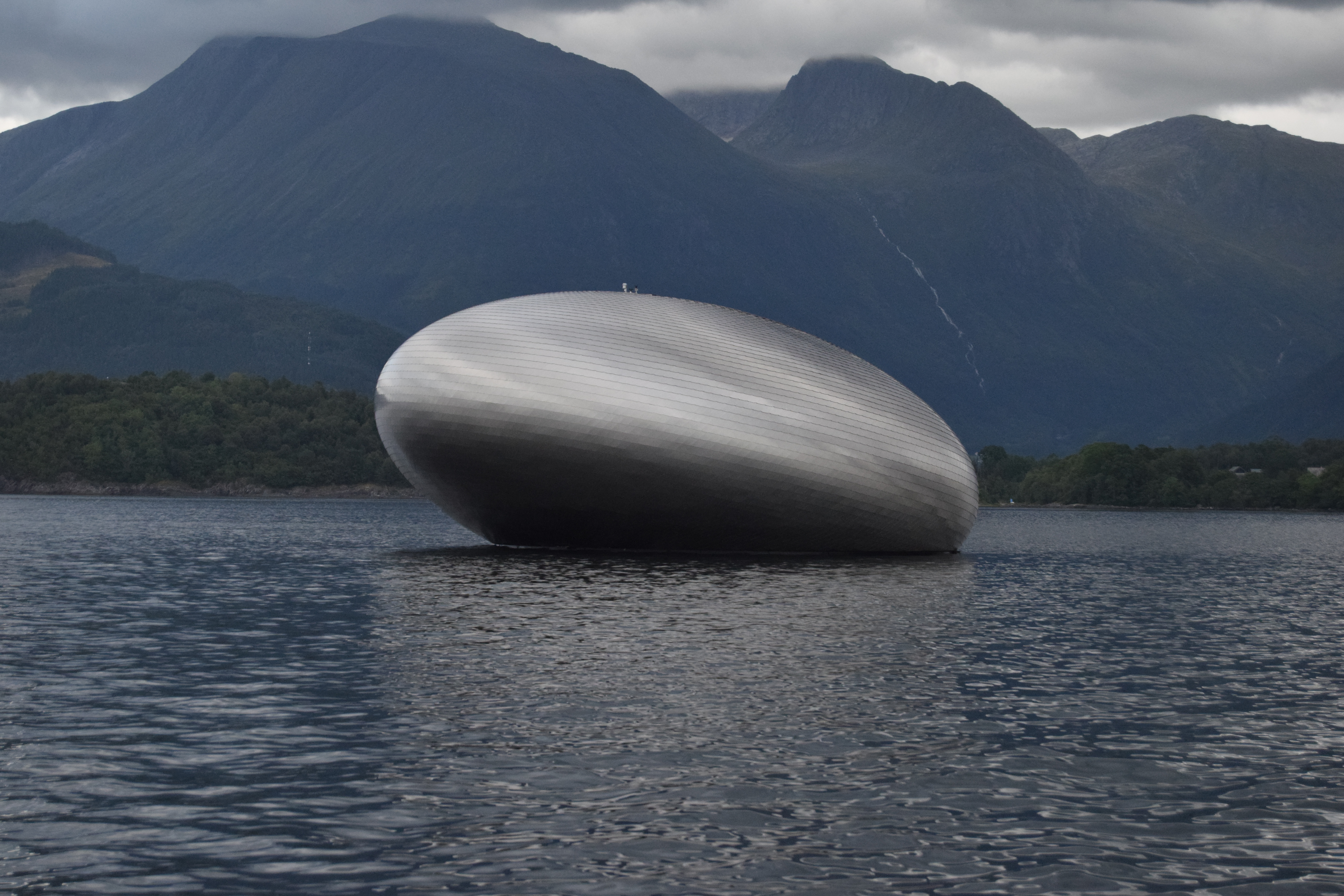
Salmon Eye (2023)

Die Industrie basiert auf den reichen Ressourcen an Wasser. Energieproduktion, Aluminiumproduktion, Lachszucht und Schiffbau (Umoe Scat Harding) sind die wichtigsten Industriezweige.
Die Baronie Rosendal, die einzige Baronie in Norwegen, ist der touristische Magnet der Region. Die Baronie ist ein Museum, das interessante Informationen über die Zeit der Union Norwegens mit Dänemark liefert (siehe auch Kalmarer Union).
2022 wurde auf dem Hardangerfjord unweit von Rosendal eine der größten begehbaren schwimmenden Kunstinstallationen der Welt eröffnet, das Salmon Eye.

## Söhne und Töchter
- Onar Onarheim (1910–1988), Politiker und Wirtschaftsfunktionär
- Knut Tore Berland (* 1964), Biathlontrainer
- Hans Inge Myrvold (* 1985), Politiker
- Ragnhild Femsteinevik (* 1995), Biathletin